# Langage de la pensée
Le langage de la pensée (en latin : lingua mentis) ou mentalais (en anglais : mentalese) est une théorie de linguistique et de psychologie selon laquelle l'esprit humain utiliserait pour ses processus mentaux une sorte de langage propre. Les réflexions sur un langage de la pensée ont irrigué la science et la philosophie occidentales depuis le Moyen Âge.

## Concept
La question de la langue utilisée par la pensée a occupé des philosophes et penseurs pendant plusieurs siècles. Platon définissait déjà la pensée comme dialogue intérieur, mais sans questionner la nature de la langue utilisée par ce dialogue intérieur. Cette thèse sera conservée par les scolastiques et se retrouve encore chez Guillaume d'Ockham. Le Moyen Âge est riche en réflexions sur l'existence d'une lingua mentis (langue de l'esprit), qu'on trouve par exemple chez Thomas d'Aquin. Plus tard, dans la Logique de Port-Royal (1662), Antoine Arnauld et Pierre Nicole soutiennent que « si les réflexions que nous faisons sur nos pensées n’avaient jamais regardé que nous-même, il aurait suffi de les considérer en elles-mêmes, sans les revêtir d’aucunes paroles, ni d’aucuns autres signes ».
L'expression moderne de « langage de la pensée » semble avoir été utilisée pour la première fois par le philosophe américain Gilbert Harman, en 1973, dans Thought. La thèse est toutefois popularisée au XXe siècle par le philosophe américain Jerry Fodor. Il défend la thèse selon laquelle il existe un langage propre à l'esprit, auquel les processus mentaux ont recours, et qui permet d'élaborer des pensées complexes à partir de concepts simples. Cette thèse, soutenue en 1975 dans The Language of Thought, peut, selon Ansgar Beckermann, être schématisé comme suit :
1. Les représentations mentales sont structurées.
2. Les composants de ces structures sont « transportables » ; les mêmes composants (c'est-à-dire des composants de même type) peuvent apparaître dans des représentations différentes.
3. Les représentations mentales possèdent une sémantique compositionnelle ; le sens des représentations complexes résulte, par le biais de règles, du sens des composants.

Le langage de la pensée posséderait donc une structure composée à partir d'éléments atomiques (comme les mots d'un langage naturel). Ces composants sémiques peuvent apparaître dans des représentations diverses, de même que les mots ou les constituants de phrases peuvent apparaître dans des phrases différentes. Comme dans d'autres langages, le sens des représentations individuelles se compose à partir du sens de leurs éléments constitutifs.
Le mentalais se différencie toutefois des autres langues en ce qu'il se réalise, non pas acoustiquement ou optiquement, mais au travers de configurations neuronales, ou à base de bits dans la mémoire d'un ordinateur.

## Objectifs
L'hypothèse du mentalais a pour but d'expliquer l'existence d'états intentionnels dans un cadre physicaliste. Le physicalisme, entendu au sens fort, prétend qu'il n'existe que des objets, des événements, et des propriétés physiques. Les états et propriétés mentales seraient ainsi réductibles à des états et propriétés physiques (réductionnisme). Or les états intentionnels (tels que les souhaits, les croyances, etc.) comme les autres types d'états mentaux (par exemple les qualia) ne semblent pas a priori réductibles à des états physiques. Les états intentionnels, aussi appelées attitudes propositionnelles, sont des états mentaux qui mettent en relation le sujet avec une proposition, par exemple Paul croit que Marie est heureuse implique que Paul a une certaine relation, une relation de croyance, vis-à-vis de la proposition Marie est heureuse. Mais comment diable, Paul, une entité physique, peut-il être en relation avec une proposition, chose qui semble hors du monde physique ?  L'hypothèse du mentalais permet d'expliquer comment les états propositionnels peuvent se réaliser physiquement. Le sujet pensant établit une relation avec des représentations mentales identifiables à des états neuraux et effectue des opérations dessus similaires à celle d'un locuteur construisant une phrase en obéissant à des règles syntaxiques.
Afin de réaliser les états propositionnels, le mentalais présuppose ainsi un modèle computationnel de l'esprit et s'inscrit donc dans le paradigme dominant des sciences cognitives : le computationnalisme. Un tel modèle postule que l'esprit humain fonctionne comme une machine de Turing, dit plus simplement comme un ordinateur. La pensée est donc conçue sur le modèle du calcul comme une succession d'opérations élémentaires, qui s'exécutent d'elles-mêmes grâce aux propriétés syntaxiques des composants du langage.

## Critiques
L'introspection nous porte à croire que nous pensons dans certaines langues naturelles, en particulier le plus souvent dans notre langue maternelle. Pourquoi donc devons-nous supposer qu'il existe une langue propre à la pensée, différentes des langues naturelles ? La première réponse est qu'il existe une « pensée sans langage », comprendre une pensée non formulée en langue naturelle. Cela se prouve notamment chez les animaux et les nourrissons n'ayant pas encore acquis leur première langue mais également chez les adultes (voir notamment les travaux de Lev Vygotski). Par ailleurs, l'hypothèse du mentalais rejoint l'hypothèse centrale de la grammaire générative d'une faculté/disposition langagière innée qui serait nécessaire à l'acquisition du langage.